# 島爺
島爺（しまじい、SymaG）は、日本の歌手。男性。レーベルはワーナーミュージック・ジャパン。年齢は「永遠の82歳」を自称。

## 経歴
小中学校では野球をやっていたが、高校生の時に腰を痛め、辞めざるを得なかったという。音楽を始めたのは高校を出てからで、カラオケで褒められたことがきっかけとなった。その後バンドを結成するも、メジャーデビューを待たずに解散。その間、2011年3月の東日本大震災をバンドマンとして経験し、「そういうときこそ音楽が必要だと信じていたのが、そうじゃなかったんやと思い知らされ、心が折れてしまった」と、挫折を経験している。地元へ戻って就職するも、趣味で音楽を続けようと決心したという。
そして2011年9月、ニコニコ動画へボーカロイドの曲のカバーをはじめとした投稿を開始。日向電工の曲「ブリキノダンス」をカバーした動画は再生回数がニコニコ動画・YouTubeともに1500万回を突破し（2023年9月現在）、代表作となっている。
2016年6月26日、1stアルバム「冥土ノ土産」を発表しメジャーデビュー。
2017年4月には、岩見陸とタッグを組んでテレビ東京系で放送された「デジモンユニバース アプリモンスターズ」において初のアニメ主題歌を担当した。
2017年6月16日、島爺初のワンマンライブ「冥途ノ宴」を東京赤坂BLITZで開催した。
2018年4月からNHK Eテレで放送のアニメ「少年アシベ GO!GO!ゴマちゃん」のエンディングテーマ「ゴマウェイ」を担当、同月に小林幸子とのコラボ動画「老病ギャラクティカ」をニコニコ動画に公開し、初コラボを果たした。同年5月からは「島爺日本全国ツアー2018 爺さんぽ～冥土の国から'18春～」を行った。
2018年10月2日から2019年3月26日までテレビ東京系にて放送されたテレビアニメ爆釣バーハンターにてオープニングテーマ曲「爆釣ソウル」を担当した。
2019年10月公開の映画『東京アディオス』には「よだか」を提供し、初の映画主題歌を担当した。
2020年2月28日配信リリースされた「箱庭の理」はスマホアプリゲーム「ウーユリーフの処方箋」にて初のゲームタイアップ曲となり、島爺自ら作詞作曲を手がけた。
2020年6月3日、自身で全曲の作詞曲を手がけたミニアルバム『挙句ノ果』をリリースした。同年8月に予定していたZeppTokyoでのワンマンライブ「挙句ノ宴」は感染症予防措置のために中止となったが、同日オンライン上においてライブ生配信「挙句ノ生配信」が開催された。
2021年6月17日よりNetflixにて全世界独占配信されたアニメ「終末のワルキューレ」にてエンディングテーマ曲「不可避」を担当。自作曲では初のアニソン起用となった。
2021年6月26日からNHK総合にて放送スタートのドラマ「超速パラヒーロー ガンディーン」に「逆光」を提供し、初の特撮ドラマ主題歌を担当した。
2022年8月30日、タイアップ等で親交の深かったナナホシ管弦楽団と『カロンズベカラズ』を結成。同時にこれまでのメジャー活動を支えてきた罠孫（元ワーナー社員）を社長とする「Butai Entertainment株式会社」の立ち上げを報告した。

## 人物
- 尊敬するボーカリストとして、西川貴教、中島卓偉を挙げているが、一番好きなのは美空ひばりだという[12]。
- 名称は、精神年齢テストをやった際に82歳と診断されて「○爺」にしようと思い、次いで「目を瞑って開いた瞬間に見えた文字」を入れようとしてやってみた結果、地図上の島の名前が目に入ったため、「島爺」とした[13]。

## 活動
- ニコニコ動画とYouTubeにボーカロイド楽曲のカバー曲（通称「歌ってみた」）を投稿する「歌い手」活動を行っている。
- アニメや映画、ゲームなどのメディア作品への楽曲提供も行っている。なお楽曲制作は自身での作詞作曲や、岩見陸の作詞作曲となる場合が多い。
- 2021年現在でアルバムを5枚出している。3rdアルバムまではボーカロイド楽曲のカバー曲が主となっている。一部初回特典には邦楽の弾き語りカバーも収録されている。
- 4thアルバム（ミニアルバム）では、全曲を自身が作詞作曲した8曲を収録した。また５thアルバムは7曲がボカロPの書き下ろし、2曲が自身の作詞作曲となっている。
- 2017年以降はライブ活動も行っている。主にバンド形式のライブであるが、老若男女の幅広い層の観客が参加するのが特徴といえる（「歌い手」のライブは一般に若い女性層が多い傾向があるため）。また弾き語りだけのワンマンライブも定期的に開催している（生爺、永敬爺82など）。

## ディスコグラフィ

### 参加作品
| 発売日         | タイトル                                         | 収録曲                           |
| -------------- | ------------------------------------------------ | -------------------------------- |
| 2021年3月23日  | 柊キライ『ボトム feat.島爺』                     | ボトム feat.島爺                 |
| 2021年10月13日 | 蜂屋ななし『Anaphylaxie Bee』                    | 針を落とす feat.島爺             |
| 2021年12月3日  | V.A『maimai でらっくす ベストアルバム ちほー 1』 | Secret Sleuth / 島爺, 蜂屋ななし |

## ライブ

### ワンマンライブ
| 公演日  | 公演日   | 公演名                                            | 会場                          |
| ------- | -------- | ------------------------------------------------- | ----------------------------- |
| ２017年 | 6月16日  | 「冥途ノ宴」                                      | 赤坂BLITZ                     |
| ２018年 | 2月9日   | 「島爺アコースティックライブ 生爺～アコギノ宴～」 | 東京 duo MUSIC EXCHANGE       |
| ２018年 | 2月12日  | 「島爺アコースティックライブ 生爺～アコギノ宴～」 | 大阪 246 LIVEHOUS GABU        |
| ２018年 | 9月17日  | 「敬老の日スペシャル ~永敬爺82~」                 | 日本教育館一ツ橋ホール        |
| 2019年  | 9月16日  | 「敬老の日スペシャル 永敬爺82 令和元年弾き語り」  | ニッショーホール              |
| 2020年  | 9月21日  | 「敬老の日スペシャル ~永敬爺82 2020~」            | 日本橋三井ホール              |
| 2021年  | 8月1日   | 「爆誕前夜祭「挙句ノ宴-リベン爺-」」              | 東京 Zepp Tokyo               |
| 2021年  | 9月14日  | 「10周年感謝祭「百歌老乱 -はじまりはじまり-」」   | 大阪 BananaHall               |
| 2021年  | 10月9日  | 「挙句ノ宴-リベン爺- 沖縄公演」                   | 沖縄 桜坂セントラル           |
| 2021年  | 10月10日 | 「挙句ノ宴-リベン爺- 沖縄公演」                   | 沖縄 ガンガラーの谷 CAVE CAFÉ |

### ワンマンツアー
| 公演日 | 公演日   | 公演名                                                   | 会場                     |
| ------ | -------- | -------------------------------------------------------- | ------------------------ |
| 2017年 | 9月22日  | 「孫を訪ねて82万里～冥途 in Japan～」                    | 福岡 DRUMA Be-1          |
| 2017年 | 9月23日  | 「孫を訪ねて82万里～冥途 in Japan～」                    | 熊本 B.9 V2              |
| 2017年 | 9月30日  | 「孫を訪ねて82万里～冥途 in Japan～」                    | 大阪 BananaHall          |
| 2017年 | 10月1日  | 「孫を訪ねて82万里～冥途 in Japan～」                    | 大阪 BananaHall          |
| 2017年 | 10月5日  | 「孫を訪ねて82万里～冥途 in Japan～」                    | 宮城 仙台darwin          |
| 2017年 | 10月11日 | 「孫を訪ねて82万里～冥途 in Japan～」                    | 愛知 Electric Lady Land  |
| 2017年 | 10月13日 | 「孫を訪ねて82万里～冥途 in Japan～」                    | 広島 CAVE-BE             |
| 2017年 | 10月21日 | 「孫を訪ねて82万里～冥途 in Japan～」                    | 北海道 Sound Lab mole    |
| 2017年 | 10月27日 | 「孫を訪ねて82万里～冥途 in Japan～」                    | 神奈川 CLUB CITTA'       |
| 2017年 | 11月5日  | 「孫を訪ねて82万里～冥途 in Japan～」                    | 沖縄 桜坂セントラル      |
| 2018年 | 5月19日  | 「島爺日本全国ツアー2018 爺さんぽ～冥土の国から'18春～」 | 愛知 ボトムライン        |
| 2018年 | 6月1日   | 「島爺日本全国ツアー2018 爺さんぽ～冥土の国から'18春～」 | 宮城 仙台Rensa           |
| 2018年 | 6月10日  | 「島爺日本全国ツアー2018 爺さんぽ～冥土の国から'18春～」 | 福岡 DRUM LOGOS          |
| 2018年 | 6月17日  | 「島爺日本全国ツアー2018 爺さんぽ～冥土の国から'18春～」 | 北海道 PENNY LANE24      |
| 2018年 | 6月22日  | 「島爺日本全国ツアー2018 爺さんぽ～冥土の国から'18春～」 | 大阪 なんばHatch         |
| 2018年 | 6月24日  | 「島爺日本全国ツアー2018 爺さんぽ～冥土の国から'18春～」 | 東京 STUDIO COAST        |
| 2019年 | 3月14日  | 「三途の川 全国ツアー2019」                              | 熊本 B.9                 |
| 2019年 | 3月16日  | 「三途の川 全国ツアー2019」                              | 福岡 DRUM Be-1           |
| 2019年 | 3月17日  | 「三途の川 全国ツアー2019」                              | 福岡 DRUM Be-1           |
| 2019年 | 3月21日  | 「三途の川 全国ツアー2019」                              | 愛知 NAGIYA CLUB QUATTRO |
| 2019年 | 3月22日  | 「三途の川 全国ツアー2019」                              | 大阪 BIGCAT              |
| 2019年 | 3月24日  | 「三途の川 全国ツアー2019」                              | 岡山 デスペラード        |
| 2019年 | 3月28日  | 「三途の川 全国ツアー2019」                              | 北海道 Sound lab mole    |
| 2019年 | 3月30日  | 「三途の川 全国ツアー2019」                              | 宮城 CLUB JUNK BOX       |
| 2019年 | 4月7日   | 「三途の川 全国ツアー2019」                              | 香川 高松MONSTER         |
| 2019年 | 4月14日  | 「三途の川 全国ツアー2019」                              | 東京 マイナビBLITZ赤坂   |
| 2019年 | 6月1日   | 「三途の川 全国ツアー2019」                              | 沖縄 桜坂セントラル      |

### ライブ生配信
| 公演日 | 公演日  | 公演名                                                     | 会場    |
| ------ | ------- | ---------------------------------------------------------- | ------- |
| 2020年 | 8月2日  | 「島爺爆誕祭 挙句ノ生配信」                                | ZAIKO   |
| 2022年 | 6月18日 | 「島爺ライブ活動5周年記念 弾き語り配信ライブ～赤鰤から～」 | fanicon |

## タイアップ
| 曲名              | タイアップ                                                              | 時期   |
| ----------------- | ----------------------------------------------------------------------- | ------ |
| 『ガッチェン!』   | テレビ東京 系アニメ『デジモンユニバース アプリモンスターズ』主題歌      | 2017年 |
| 『ゴマウェイ』    | NHK Eテレアニメ『少年アシベ GO!GO!ゴマちゃん』エンディングテーマ        | 2018年 |
| 『爆釣ソウル』    | テレビ東京系アニメ『爆釣バーハンター』オープニングテーマ                | 2018年 |
| 『Secret Sleuth』 | SEGA制作ゲーム『言ノ葉Project』 2ndシーズン [BLACK ROSE] 第二話テーマ   | 2019年 |
| 『よだか』        | 映画『東京アディオス』主題歌                                            | 2019年 |
| 『箱庭の理』      | SEEC制作ゲーム『ウーユリーフの処方箋』オープニングテーマ                | 2020年 |
| 『不可避』        | Netflixオリジナルアニメーション『終末のワルキューレ』エンディングテーマ | 2021年 |
| 『逆光』          | NHK総合特撮ドラマ『超速パラヒーロー ガンディーン』主題歌                | 2021年 |

## 出演

### テレビ出演
| 放送局  | 番組名    | 放送日        |
| ------- | --------- | ------------- |
| TBS系列 | PLAY LIST | 2019年1月29日 |